# Gunjō no Fanfāre
Gunjō no Fanfāre (群青のファンファーレ lit. Fanfarria de la adolescencia?) es una serie de anime original producida por Lay-duce y Aniplex. Fue estrenada el 2 de abril de 2022.

## Personajes
Yū Arimura (有村優 Arimura Yū?)
 Seiyū: Shōgo Yano
Shun Kazanami (風波駿 Kazanami Shun?)
 Seiyū: Shimba Tsuchiya
Amane Grace (天音・グレイス Amane Gureisu?)
 Seiyū: Natsuki Hanae

## Producción y lanzamiento
El proyecto de anime fue revelado el 28 de agosto de 2021 durante el programa "BS Eleven Keiba Chūkei" en Japón, que fue objeto de burlas una semana antes. La serie es producida por Lay-duce y Aniplex y dirigida por Makoto Katō, con Hiro Kanzaki diseñando los personajes y Hiroyuki Sawano componiendo la música. Se estrenó en abril de 2022. Crunchyroll obtuvo la licencia fuera de Asia.